# 이정근 (축구 선수)
이정근(1994년 4월 22일 ~ )는 대한민국의 축구 선수이며 포지션은 미드필더이다. 현재스리 파항 FC에서 활약하고 있다.
이정근은 부산 아이파크 공개 테스트 전형으로 입단하였다.
2017년 대한민국 축구 선수 재기 전문 구단 TNT FC에서 재기를 노리며 훈련을 하였고, 2018년 1월 타이 리그 폴리스 테로 FC와의 계약에 성공하였다. 연봉은 억대에 달했으며, 구단 측에서 비행기표를 준비해 주는 등 프로 재기의 모범적인 사례로 꼽히게 되었다.